# スパイク・ミリガン
スパイク・ミリガン、本名テレンス・アラン・"スパイク"・ミリガン KBE（英: Terence Alan "Spike" Milligan KBE、1918年4月16日 - 2002年2月27日）は、イギリス出身・アイルランド国籍のコメディアン、作家、俳優である。アイルランド人の父とイギリス人の母の間に生まれ、幼少期は自身が生まれたイギリス領インド帝国で過ごした。仕事上のキャリアの大半は英国で築いたものである。ミリガン自身は自分のファースト・ネームを嫌っており、ラジオ・ルクセンブルクで「スパイク・ジョーンズとシティ・スリッカーズ」（英: Spike Jones and his City Slickers）と名乗るバンドを聴いたことがきっかけで、「スパイク」と名乗り始めた。
ミリガンは、『ザ・グーン・ショー』の共同制作者、メイン・ライター、そして主要キャストの1人で、人気のあったキャラクター・エクルズ (Eccles) からミニー・バニスター (Minnie Bannister) まで、様々な役を演じ分けた。英国のラジオ番組の開拓者として『ザ・グーン・ショー』で成功を収めた後、ミリガンはこの成功をテレビ界にももたらした。彼の作ったテレビ番組『Q...』は、後のモンティ・パイソンメンバーにも大きな影響を与えている。またミリガンは、グーンズの中で最年長で、最も長生きしたメンバーとなった。
また多数の本を執筆・編集し、中にはコミック・ノベルの "Puckoon" (en) や、"Adolf Hitler: My Part in His Downfall (en) に始まる、第二次世界大戦中の体験を綴った7巻ものの自伝などの作品がある。コミカルな詩作でも人気を博していた。彼の詩は大半が子供向けに書かれたもので、1959年の "Silly Verse for Kids"などの作品がある。
ミリガンは、1960年に英国市民権を、翌年に英国のパスポートを取得しようとしたが、どちらもミリガン自身が、人生の大半を過ごした英国への忠誠を誓うことを拒否し、却下されている。1962年の英国連邦移民法によって、インド出身のミリガンに与えられた自動的な英国市民権が剥奪された際には、彼は即座にアイルランド国籍を選んでいる。この国籍は父親がアイルランド出身であることから、自動的に遡及してミリガンに与えられるものである (automatic retroactive Irish citizenship) 。

## 幼少期
ミリガンは1918年4月16日に、イギリス領インド帝国（現インド）のアフマドナガルで、王立砲兵連隊 (Royal Artillery, RA) 所属でイギリス領インド軍に務めていた、アイルランド人の父アルフォンソ・ミリガン（英: Alphonso Milligan, MSM, RA (1890-1969)）の息子として生まれた。母フローレンス・メアリー・ウィニフレッド・ケトルバンド（英: Florence Mary Winifred Kettleband、1893年 - 1990年）は英国出身だった。彼は幼少期をインドのプネーで過ごし、後に英国領ビルマの首都ラングーン（現：ヤンゴン）へ移った。彼はプネーにあるイエス・マリア修道会（英: The Convent of Jesus and Mary）に通い、後にラングーンの聖ポール中等学校 (St Paul's High School, Rangoon) で教育を受けた。下校の道すがらコルネットを吹くようになったミリガンは、この頃ジャズに出会っている。またオズワルド・モズレーが指導し、南ロンドンの彼の自宅近くで支援を受けていたイギリスファシスト連合に対抗した団体、「ヤング・コミュニスト・リーグ」 (Young Communist League) に参加している。
ビルマから帰国した後は、第二次世界大戦中のイギリス陸軍・王立砲兵連隊での海外従軍を除き、人生の大半を英国で過ごした。

## 第二次世界大戦

ミリガンのいた第56重砲兵隊の兵士たち。隣に写っているのはBL9.2インチ榴弾砲。撮影は1940年5月、サセックス・ヘイスティングスにて

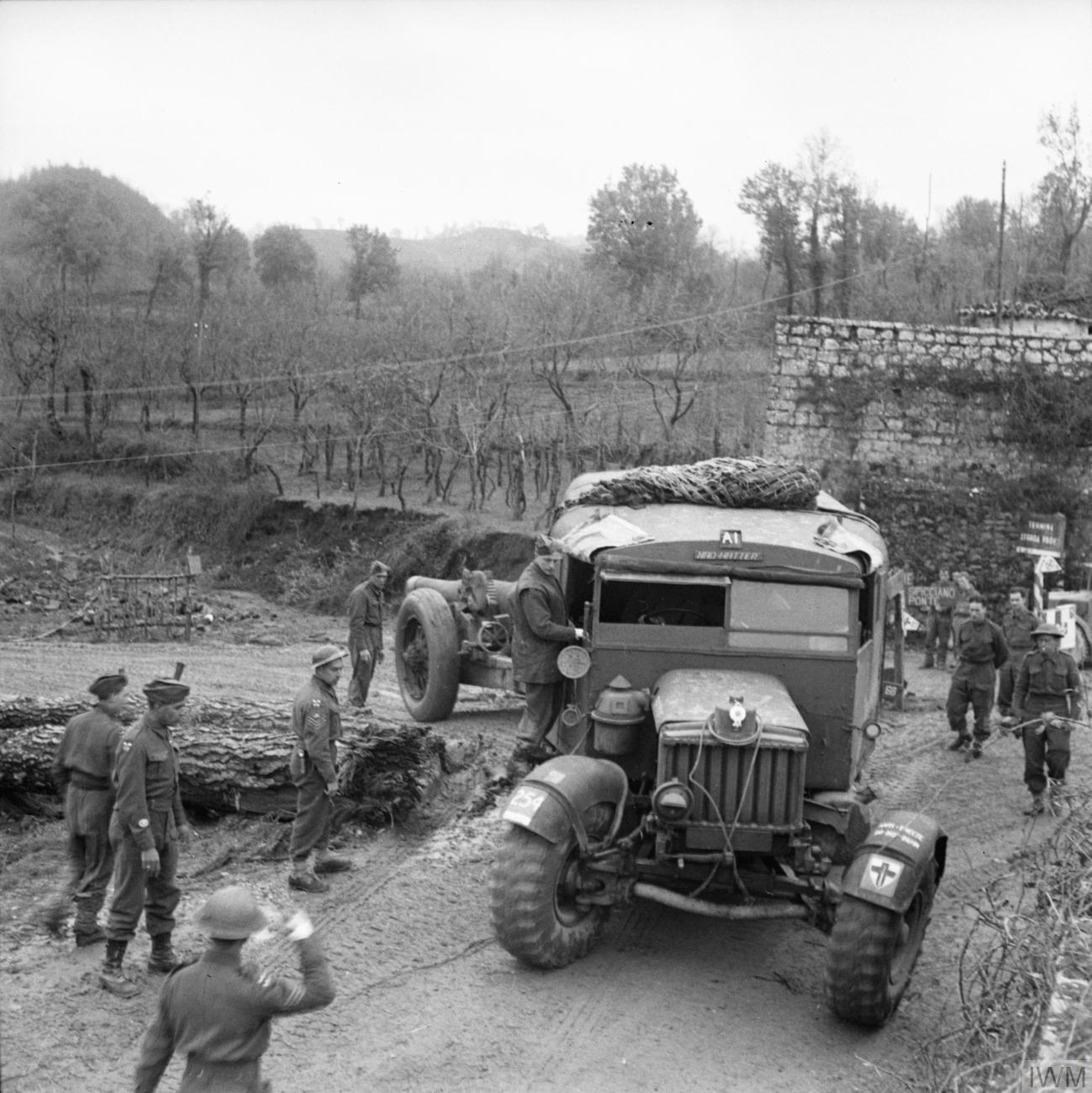
スキャメル パイオニアで第56重砲兵隊18砲列中隊の榴弾砲を引いている写真。撮影は1943年12月23日、イタリアにて

1930年代の終わりから1940年代初めのほとんどを、ミリガンはアマチュアのジャズ・ヴォーカリスト、トランペッターとして過ごした。ミリガンはナチス・ドイツとの戦いのため徴兵されたが、ジャズは徴兵前・軍務中・復員後も変わらない趣味だった。また、兵士たちを楽しませるため、コメディ・スケッチの執筆・上演も続けていた。徴兵後海外戦線に送られる前、彼と仲間のハリー・エディントン（英: Harry Eddington、1919年 – 1993年）は超現実的な物語をこしらえ、だじゃれや屁理屈を詰め込み、兵営での退屈を紛らわしていた。ある伝記作家は、初期のミリガンがダンス・バンドとして活動していたことについて、次のように述べている。
ミリガンはほかにもコントラバスが弾け、自身でレッスンを行っていたほか、ジャズ・セッションでコントラバスをかき鳴らしていた。ミリガンは絶対音感を持っていたという。
第二次世界大戦の間、ミリガンは第56重砲兵王立砲兵連隊の通信兵として働いた。所属はD砲兵中隊（後に19砲兵中隊）で、ガナー・ミリガン（英: Gunner Milligan）との名前で登録され、954024番が与えられた。このユニットには、第一次世界大戦時代のものとやや時代遅れなBL 9.2インチ榴弾砲が配備されており、イングランド南岸のベクスヒル＝オン＝シーを本拠地としていた。ミリガン自身は、自著 "Adolf Hitler: My Part in His Downfall" 第2章で軍務時代について触れており、演習用の砲弾が無かったために、訓練中砲手たちは一斉に「バン」と叫ぶことで代用していたと述べている。
部隊には後にBL 7.2インチ榴弾砲が配備され、北アフリカ戦線、それに引き続くイタリア戦線で英国の第1軍 (British Fist Army) の役割を果たした。ミリガンはイタリアとのモンテ・カッシーノの戦いで戦傷を負った際に、それまでの平砲兵から昇進し、砲兵隊伍長 (Lance bombardier) に任じられている。右脚に受けた迫撃砲による傷とシェル・ショックのため入院した結果、ミリガンは非同情的な指揮官によって元の平砲兵に降格させられた（ミリガンの戦記から、この上官はエヴァン・"ジャンボ"・ジェンキンス少佐と判明している）。ミリガン自身は、自分が絶えず同僚兵士の士気を維持していたのに対し、ジェンキンスは兵士たちにハーバート・キッチナー卿同様の態度を取らせようとアプローチしていたため、少佐はミリガンのことが気に入らなかったのではないかとしている。他にも、ジェンキンスが平砲兵のミリガン・エディントンを露営地に招き、ジャズを一緒に演奏するよう求めたが、演奏した軍歌 "Whistling Rufus"（意味：口笛を吹くルーファス）の出来映えは、平砲兵2人の方が上官のジェンキンスよりも遙かに上だったという話も残されている。
入院生活の後、ミリガンは数々の後方梯隊を回ってイタリア中を移動し続け、遂にはフルタイムのエンターテイナーになった。彼は兵士たちのパーティに出演し、ギターでジャズを弾いたり、コメディ・グループ『ビル・ホール・トリオ』として活動した。軍から復員した後もミリガンはトリオとしてイタリアに残っていたが、その後すぐに英国に帰国することになった。彼は"Central Pool of Artists" (en) （自身で「爆弾が嬉しい新兵」で構成されていると表現していたグループ）と活動していたが、その内彼らの行う劇本編のパロディを書くようになり、このパロディには後の『ザ・グーン・ショー』（元々のタイトルは "Crazy People"）の鍵となる要素が既に数多く含まれていた。

## キャリア

### ザ・グーン・ショー
ミリガンは1940年代遅くにジャズ演奏に戻り、ホール・トリオや他の音楽コメディグループとの不安定な生活を送っていた。同時に、演者・脚本家として、ラジオの世界を改革しようとも試みていた。彼がラジオの世界で最初に収めた成功は、コメディアン・デレク・ロイの番組でのライター業だった。
これに後れを取る形で、ミリガン、ピーター・セラーズ、ハリー・シーカム、マイケル・ベンティンは、比較的急進的なコメディ番組『ザ・グーン・ショー』のチームに加わった。番組の第1シーズンの間、BBCは番組名を "Crazy People"（略称）、もしくは "The Junior Crazy Gang featuring those Crazy People, the Goons!"（正式名称）としていたが、これは当時人気だった劇場コメディアングループ『ザ・クレイジー・ギャング』と結びつけて、BBCの高官に番組を受け入れてもらおうという画策だったという。
シリーズの第1話は1951年5月28日にBBCホーム・サービスで放送された。番組初期ではミリガンはあまり演者を務めなかったが、結局は『グーン・ショー』ほぼ全話の主演者となり、エクルズ (Eccles) やミニー・バニスター (Minnie Bannister) 、ジム・スプリグス、極悪なモリアーティ伯爵 (Count Jim Moriarty) など幅広い役を演じている。彼は脚本のほとんどで主筆者を務めていたが、一方でラリー・スティーヴンスやエリック・サイクスなど、様々な人物と脚本の共筆も行った。番組初期の脚本は、ほとんどがスティーヴンスと共作しジミー・グラフトンが編集したものだったが、スティーヴンスとの協力関係は第3シリーズ後に破綻している。ミリガンは第4シリーズの脚本のほとんどを執筆したが、第5シリーズから第6シリーズの大部分でエリック・サイクスと共作し、この関係は "Associated London Scripts" (en) でのコラボレーションに繋がっている。ミリガンとスティーヴンスは第6シリーズ中に再度コンビを組んだが、第8シリーズ終了に先立ってスティーヴンスが健康問題から退き、ミリガンは短期間ジョン・アントロバスと共作した。ミリガンとスティーヴンスの協力関係は、スティーヴンスが1959年1月に脳出血で死亡したことで終わりを告げ、その後ミリガンはスティーヴンスの貢献にほとんど触れず、それをけなすようになった。
『グーン・ショー』はスタジオ観衆の前で収録され、前説の時間にはミリガンがトランペットを吹き、ピーター・セラーズがオーケストラのドラムを演奏した。初めの数年間、番組は直接16インチの録音ディスクへライブ録音されていたため、演者たちは脚本を完璧にこなす必要があったが、第4シリーズからBBCは磁気テープを採用した。ミリガンは熱心に新技術が開いた可能性を活用した。テープは編集が可能だったため、演者は自由にアドリブを挟むことができるようになり、更に革新的な効果音を作ることもできた。最初の3シリーズでは、当時 "grams" と呼ばれていた、より手の込んだ効果音が欲しいというミリガンの要望は、BBCの技術者たちの技術的・技能的制約から却下されていた — 効果音は機械的に作ったり (フォーリー：Foley (filmmaking)) 、ディスクから再生する必要があり、そのためには4〜5つの回転盤を同時に使わなくてはならないこともあったからである。一方磁気テープを使えば、これらの効果音を予め制作しておくことができるようになり、結果としてBBCの技術者たちは、とても複雑でしっかりと編集された効果音 "stings" を作れるようになった。この "stings" は、従来のフォーリーやディスクでは、不可能とまではいかなくても制作・再生がとても難しかったようなものだった。シリーズ後半では、『グーン・ショー』用の多くの "grams" がBBCレディオフォニック・ワークショップのメンバーによって作られ、中でもディック・ミルズによって作られた『ブラッドノック少佐の胃』 (Major Bloodnok) の効果音は有名なものの例である。
グーンズがミリガンを世界的なスターダムへ押し上げた一方で、シリーズの脚本・演技を求める声は重荷になっていった。第3シリーズの間、ミリガンは最初の深刻な神経衰弱に悩まされ、これは彼を数十年苦しめた躁鬱病の始まりとなった。1952年遅くには、病状はグーンズのメンバー間での抑制された緊張感によって悪化させられ、ミリガンは明らかに理性を失ってグーンズでの共演者・セラーズを殺さねばならないと思い込んだ。しかし彼は、ポテトナイフを持ってセラーズの隣のフラットへ入ろうとした際に、誤ってガラス板の正面扉に突き進んでしまった。ミリガンは入院し（病院では非常に穏やかな2週間を送った）、更に回復までほぼ2ヶ月費やす羽目になったが、番組にとっては幸いなことに脚本の備蓄があったため、彼の病気は番組制作にほとんど影響しなかった。ミリガンは後に、自分の神経衰弱と最初の結婚の失敗を理由に、『グーン・ショー』での脚本執筆・演技への重圧に対して非難している。
ミリガンの1950年代から1960年代の生活でほとんど知られていないのは、脚本家代理業者 "Associated London Scripts" (ALS)  (en) への参加である。ミリガンはこの時期に最初の結婚をして所帯を持ったが、この結婚は伝えられるところによると彼を執筆から大きく引き離すことになった。そのためミリガンはサイクスからの「小さなオフィスを分け合わないか」との誘いを受け、これが共同代理店の設立へと繋がった。なおテレビプロデューサーのベリル・ヴァーチューはこの時期にALSに参加し、エージェント業などを務めていた。

### テレビでの活躍
ミリガンはテレビの世界へと進出し、インタビュー番組への多数のゲスト出演に加え、1950年代から2000年代にかけて、作家兼俳優としてバラエティやコメディ・シリーズを制作した。1956年に制作され、ピーター・セラーズが主演した "The Idiot Weekly, Price 2d" (en) は、『グーン・ショー』のユーモアをテレビに持ち込もうとした最初の作品だった。この作品に引き続いて、1956年の間に "A Show Called Fred" (en) 、"Son of Fred" (en) といった続編が作られたが、この2作を監督したリチャード・レスターは、後にビートルズ映画も手掛けている。1958年のオーストラリア訪問中には、"The Gladys Half-Hour" と銘打たれた類似のスペシャル番組がオーストラリア放送協会 (ABC) で放映され、レイ・バレット、ジョン・ブルーサルなど地元俳優が登場した。この2人は後のミリガンのプロジェクトにもいくつか出演している。1961年には、エリック・サイクスとハティー・ジェイクスが主演した人気シットコム "Sykes and a..." (en) の2エピソードを共筆し、更に "Spike Milligan Offers A Series of Unrelated Incidents at Market Value" と銘打った1回限りの番組を放送している。
15分のシリーズ "The Telegoons" (en) （1963年）は、グーンズをテレビへ持ち込もうとした次の試みで、ここでは人気キャラクターがパペットで演じられた。当初の意図は、1950年代の『グーン・ショー』のオリジナル録音を「映像化すること」だったが、これは難しいことが判明した。また矢継ぎ早の対話のために、オリジナル録音を用いるという計画はBBCに拒否されて頓挫した。代わりにモーリス・ウィルトシャー（英: Maurice Wiltshire）による、15分のオリジナル脚本の翻案が使われることになり、ミリガン・セラーズ・シーカムは声の出演をするために再結集した。当時のプレス・レポートによると、彼らはBBCの15分番組で過去最高の報酬を得ていたという。1963年と1964年には2シリーズが制作され、シリーズ全体がBBCアーカイブに保存されていると報告されている（映像はビデオではなく、35ミリフィルムで撮影されたと考えられている）。
テレビ界での次の大きな挑戦は、1968年のスケッチ・コメディシリーズ "The World of Beachcomber" (en) だった。この作品はカラーで撮影されBBC Twoで放送されたが、全19エピソードは既に紛失した (Wiping) と考えられている。同じ年には、テムズ・テレビジョンでの『グーン・ショー』テレビ再上演のため、グーンズの3名が再結集している。この番組には、既に死去していた『グーン・ショー』の司会でアナウンサー、ウォレス・グリーンズレイドの代わりにジョン・クリーズが参加したが、パイロット版の評判は芳しくなく、それ以上番組制作は行われなかった。
1969年初めには、ミリガンはジョニー・スパイト制作・脚本、更にミリガンの旧友で執筆仲間・エリック・サイクス主演の不運なシットコム "Curry and Chips" に出演した。この番組は、スパイトの初期の作品で大成功した "Till Death Us Do Part" (en) と同様に、英国のレイシスト（人種差別主義者）を揶揄するもので、黒塗りにしたミリガンは、パキスタン人とアイルランド人のハーフで工場員のケヴィン・オグレディ（英: Kevin O'Grady）を演じた。このシリーズでは、レイシストの使うような罵倒句や「汚い言葉」が頻繁に使われていたため、番組に対して多数の批判が寄せられた。このため6話分を放送した段階で、独立放送協会からの命令で放送が中止された。ミリガンは別の不運な番組 "The Melting Pot" (en) にも出演している（第1話のみが放送され、予定されていた残り5話分はお蔵入りとなった作品）。
ジョン・ゴールドシュミット監督の映画 "The Other Spike" では、ミリガンの神経衰弱がドラマ化され、グラナダ・テレビジョンで放送された。この作品のためミリガンはシナリオを執筆し、また自身の役を演じた。1969年終わりには、BBCから "Q5" の脚本と主演を委任された。この作品は革新的な『Q...』シリーズの初作で、数ヶ月後に初放送があった『空飛ぶモンティ・パイソン』の重要な先駆作品として認められている。数年飛んで1975年には、続編シリーズの "Q6" が放送された。また "Q7" は1977年、"Q8" は1978年、"Q9" は1980年、"There's a Lot of It About"は1982年に放送されている。ミリガンは後に、BBCのシリーズに対する冷たい態度に不平を漏らし、「もし機会が与えられるならもっと番組を作ろう[どうせ叶わないだろうが]」と述べた。『Q...』シリーズ初期のエピソードはかなりの分量が消失しており、テープの使い回しなどで廃棄された (wiping) と考えられている。1979年には『マペット・ショー』にゲスト出演した。
1995年から1998年にかけて、ミリガンはITVの大成功した子供向けアニメシリーズ "Wolves, Witches and Giants" の吹替を担当した。この作品は、『Q...』シリーズに出演し、ミリガンとラジオ番組で何回か共演していたエド・ウェルチが脚本を書き、サイモン & サラ・ボア（英: Simon & Sara Bor）によってプロデュース・監督された。シリーズは英国・アメリカ合衆国を含め、100以上の地域で放送されている。

### 詩やその他の著作
ミリガンはナンセンス文学に含まれるような詩も書いた。コメディアンのスティーヴン・フライは彼の詩について、「全く不朽のものだ — リアの伝説を前にしても大いに」（"absolutely immortal—greatly in the tradition of Lear."）と表現している。彼の詩の1つ、"On the Ning Nang Nong" (en) は、1998年に行われた全国投票で、ルイス・キャロルやエドワード・リアなどのナンセンス詩人を抑え、英国第1位のコミック・ポエムに選ばれている。このナンセンス詩には曲が付けられ、ABCの子供向け番組 "Play School" (en) で毎週放送されたことで、オーストラリアでの大ヒットを収めた。ミリガンは1969年に出された自身のアルバム "No One's Gonna Change Our World" (en) にこの曲を収め、その収益を世界自然保護基金 (WWF) の寄付金とした。2007年12月には、Ofstedの調べで、この詩が英国のプライマリー・スクールで教えられた詩トップ10の頂点に立ったと報じられた。
鬱状態に陥った後シリアスな詩を書くようになったミリガンは、他にも小説 "Puckoon" や戦争回想記のシリーズを書いた。戦争回想記としては、1971年の "Adolf Hitler: My Part in His Downfall" (en) や1974年の ""Rommel?" "Gunner Who?": A Confrontation in the Desert" (en) 、1976年の "Monty: His Part in My Victory" (en) 、1978年の "Mussolini: His Part in My Downfall" (en) などがある。ミリガンの回想記7巻は、1939年から1950年までをカバーしている（内容は自身の召集、軍務、最初の神経衰弱、イタリアでの慰問興行、英国への帰国）。
ミリガンは ビートルズの『イエロー・サブマリン』のパロディである"Purple Aeroplane" など、コメディソングもいくつか書いている。神経衰弱を引き起こしたうつ発作の兆候は、彼のシリアスな詩の中でちらりと見ることができ、これらは詩集 "Open Heart University" に収められた。

### 劇場作品

#### 『宝島』
バーナード・マイルズは、マーメイド・シアターで行われた『宝島』（英: Treasure Island）の上演で、ミリガンにベン・ガン（英: Ben Gunn）の役を与えた。この役はミリガンにとって初めてのストレート・アクト出演となった。マイルズはミリガンを評して次のように述べている。
この『宝島』は、1961年から翌1962年の冬を通して1日2回公演され、数年間マーメイド・シアターの年次恒例作品となった。1968年の公演ではバリー・ハンフリーズがのっぽのジョン・シルバーを演じ、ウィリアム・ラシュトンが地主のトレローニー (Squire Trelawney) 、そしてミリガンがベン・ガンを演じた。ハンフリーズはミリガンの演技についてこう述べた。

#### The Bed-Sitting Room
1961年から1962年にかけて、『宝島』のマチネ（昼公演）と夕方公演の長い休憩時間の間に、ミリガンはジョン・アントロバスと温めていた核戦争後の世界についてドラマ化するアイデアを、マイルズに明かし始めた。これは後にアントロバスとミリガンが共筆した1幕の芝居 "The Bed-Sitting Room" (en) となり、1962年2月12日にカンタベリーのマーロウ・シアターで初演された。作品は翻案されてより長い作品になり、マイルズの手でロンドンにあるマーメイド・シアターで上演されることになり、1963年1月31日に第1回公演が行われている。作品は批評的・興行的に成功を収め、1967年には5月3日のサヴィル・シアター公演開始を前に、地方ツアーが行われている。リチャード・レスターは後にこの作品を映画化し、『不思議な世界・未来戦争の恐怖』（別題『リチャード・レスターの不思議な世界』）として1969年に公開した。

#### 『オブローモフ』
1964年10月6日、ミリガンはハマースミスのリリック・シアター で行われた、フランク・ダンロップの作品『オブローモフ』に出演した。この作品はロシアの作家イワン・ゴンチャロフの小説を元にしたものである。ポーリーン・スクーダモアによるミリガンの伝記では次のように書かれている。
ミリガンの愛着は演劇へと変換された。ところが公演初夜は不出来で、ジョアン・グリーンウッドがオルガを演じたが、彼女の夫アンドレ・モレルは、公演がとても酷い出来なのでグリーンウッドを降板させるべきだと考えたと述懐している。スクーダモアは更にこう書いている。
バーナード・ブレイデンによるインタビューで、ミリガンは劇場での経験が自分にとって重要なものだと表現している。

### ケン・ラッセルの映画で
1959年、ケン・ラッセルはミリガンと、彼に関する35mmフィルムの短編映画 "Portrait of a Goon" を撮影した。映画の制作風景はポール・サットン（英: Paul Sutton）による2012年の公認伝記 "Becoming Ken Russell"で詳述されている。1971年にミリガンは、ラッセルの映画『肉体の悪魔』で卑しい村の司祭を演じた。シーンはリリース時にカットされてしまい、フィルムも失われたと考えられているが、マリー・メルヴィンと共に写るシーンの写真があり、これは同じくサットンが2014年に書いた本 "Six English Filmmakers"に収められている。

### アドリブ
彼の劇場での逸話に描写されているように、ミリガンはしばしばアドリブを飛ばした。彼は同じ事をラジオやテレビでも行った。ミリガンにとって最後のスクリーン登場となった作品の1つに、マーヴィン・ピークの『ゴーメンガースト』シリーズをBBCでドラマ化したもの (Gormenghast (TV serial)) があるが、そこでも彼は、ほぼ必然的にアドリブを飛ばしていたとされている。
1960年代にオーストラリアを訪問した際、このアドリブがあだになる事件が起きた。彼は生放送でインタビューを受け、次のニュース番組の間もスタジオに残っていた（ニュース番組はロッド・マクニールが担当した）。このニュース番組の間、ミリガンはずっと口を挟み続け、自分自身の名前をニュースの中に差し挟んでいった。結果としてミリガンは、オーストラリア放送協会 (ABC) の生放送番組に対する出演禁止命令を出された。ABCはまた局の規則を変更し、ゲストはインタビューが終了し次第スタジオを出なくてはならないと定めた。ミリガンによるアドリブ攻撃のテープは保存されており、ABCラジオ・音声コンピレーション（英: ABC Radio audio compilation）に残されているほか、BBCによるトリビュートCD "Vivat Milligna"〔ママ〕にも収録されている。
映画・テレビ監督のリチャード・レスターは、"A Show Called Fred" の生放送時を述懐している。

### 漫画
ミリガンは時折、風刺雑誌『プライベート・アイ』に漫画を寄稿していた。大半はワン・ライン・ジョークを漫画化したものだった。ミリガン自身は頭の切れる画家だった。

### 宣伝広告
1967年には、英国のテレビCMのスーパーマンに刺激を受けたキャラクター流行を風刺するため、ミリガンが「バット・グーンズ」（英: "Bat-Goons"）として、BPのテレビCMに出演した。当時の記者はこのテレビCMについて、「面白く効果的だ」（英: "funny and effective"）と述べている。1980年から1982年にかけては、イングリッシュ・ツアーリスト・ボード（英: English Tourist Board、現VisitEngland (en) ）の広告に出演し、イングランドの様々な地方を訪れるスコットランド人役を演じた。
またケロッグのコーンフレークやオーストラリア・コモンウェルス銀行、プランター・ナッツなどのテレビCMにも出演している。

### キャンペーン活動
彼は環境問題に関して声高な活動者であり、特に店などでのBGM (英: muzak) のような必要外の騒音に関しては大反対していた。
1971年には、ハマーにあるヘイワード・ギャラリーで、感電死させられたキャットフィッシュ・オイスターやエビでできた作品の展覧会を批判する論争を起こしている。彼は忠実で率直なドメスティックバイオレンス反対者で、彼の著作の内1冊は、英国の家族問題を扱った運動家・作家のエリン・ピゼイへ捧げられている。

### インド体験記
1970年代、作家のチャールズ・アレンは、イギリス領インド帝国に住んでいた英国人の体験談を編纂し、"Plain Tales from the Raj"とのタイトルで1975年に出版した。ミリガンはこの本に体験談を寄せた最も若い人物で、英国統治下にあったインドでの体験を語っている。この本の中で、ミリガンは帝国のパレードについて語っている。

## 私生活

### 家族
ミリガンは最初の妻、ジューン・（マーチニー）・マーロウ（英: June (Marchinie) Marlow）と1952年に結婚した。2人の間には、ローラ、ショーン、シーレ (Laura, Seán and Síle) と3人の子供が生まれたが、1960年に離婚した。2番目の妻パトリシア・リッジウェイ、愛称パディ（英: Patricia 'Paddy' Ridgeway）との間には一人娘ジェーン・ミリガン（英: Jane Milligan、1966年 - ）が生まれ、彼女は後に女優となった。ミリガンとパトリシアは1962年6月に結婚し、ベストマンはジョージ・マーティンが務めた。この結婚は、パトリシアが1978年に乳癌で亡くなったことで終わりを告げた。
1975年には、マーガレット・モーガン（英: Margaret Maughan）との情事の末、息子ジェームズ（英: James、1976年6月生まれ）を儲けている。もう1人の娘ロマニー（英: Romany）も同じ時期に生まれたのではないかとされているが、母親はカナダ人ジャーナリストロバータ・ワット（英: Roberta Watt）だった。
彼の最後の妻はシェラー・シンクレア（英: Shelagh Sinclair）で、1983年に結婚した後、ミリガンが2002年2月27日に亡くなるまで連れ添った。彼の子供4人は2005年に放送された番組 "I Told You I Was Ill: The Life and Legacy of Spike Milligan" でドキュメンタリー製作に協力しており、この作品のホームページも開設されている。
シェラーと結婚した後、彼は子供たちに財産の全てを与えるとしていた遺言書を無効にし、代わりにシェラーへ全ての財産を遺すことにした。子供たちは考えを改めさせようとしたが、徒労に終わった。2008年10月には、ミリガンの個人資産一揃いがシェラーによって競売にかけられ、彼女はより小さい家へと引っ越した。競売に掛けられた品の中には、本や記念品など膨大な遺産のほか、解体から救い出され、イースト・サセックス・ライで近所に住んでいたポール・マッカートニーが毎日弾いていたとされるグランド・ピアノも含まれていた。この競売について子供たちは何の相談も受けておらず、この一件は子供たちとシェラーとの確執を一層深いものにし、両者は口も聞かない仲になったという。シェラーは2011年6月に亡くなった。

### 健康
彼は人生のほとんどをひどい双極性障害に苦しめられて過ごし、少なくとも10回の深刻な神経衰弱に陥っている（うち数回は1年以上も継続した）。彼は自分の状態と、それが人生に与えた影響について率直に語っている。

### 国籍
ミリガンは英国本土ではなく、イギリス領インド帝国で出生したため、彼の英国国籍については疑義が残されたままだった。ミリガンは6年軍務に当たった後、英国のパスポートを取得しようと考えた。しかしパスポート申請は、彼が英国への忠誠宣誓 (Oath of Allegiance (United Kingdom)) を拒否したとの理由で却下された。ミリガンがアイルランド系のルーツを持っていたことが助けになり、無国籍状態から抜け出すことになる。彼はアイルランド国籍を取得し、死ぬまでそのまま国籍を保持した。

## チャールズ3世とのユーモア
英国のチャールズ3世はミリガンのファンで、ミリガンが1994年のブリティッシュ・コメディ・アワードの "The Lifetime Achievement Award" を獲得した際には、テレビの生放送を通じてお祝いのメッセージを読み上げた。ミリガンは、チャールズを a "little grovelling bastard" と呼んでこのメッセージを途中で中断した。彼は後にチャールズへこうファックスを送っている。「ナイトの位に関しては問題外ってことになりますよね?」（英: "I suppose a knighthood is out of the question?"）。実際、ミリガンが「サー」をつけて呼ばれる完全なナイトとなるのは不可能だったが、これは王子を侮辱したからではなく、ミリガンが正式にはイギリス国籍を保有していなかったからである。実際のところミリガンとチャールズとはとても仲の良い友人で、ミリガンは1992年に大英帝国勲章のコマンダー（CBE、第3位）を授与されており、これはミリガンがアイルランド国籍保有者であるため名誉上のものだった。また2000年には名誉上のナイト・コマンダー（KBE、第2位） を授与された。

## 死

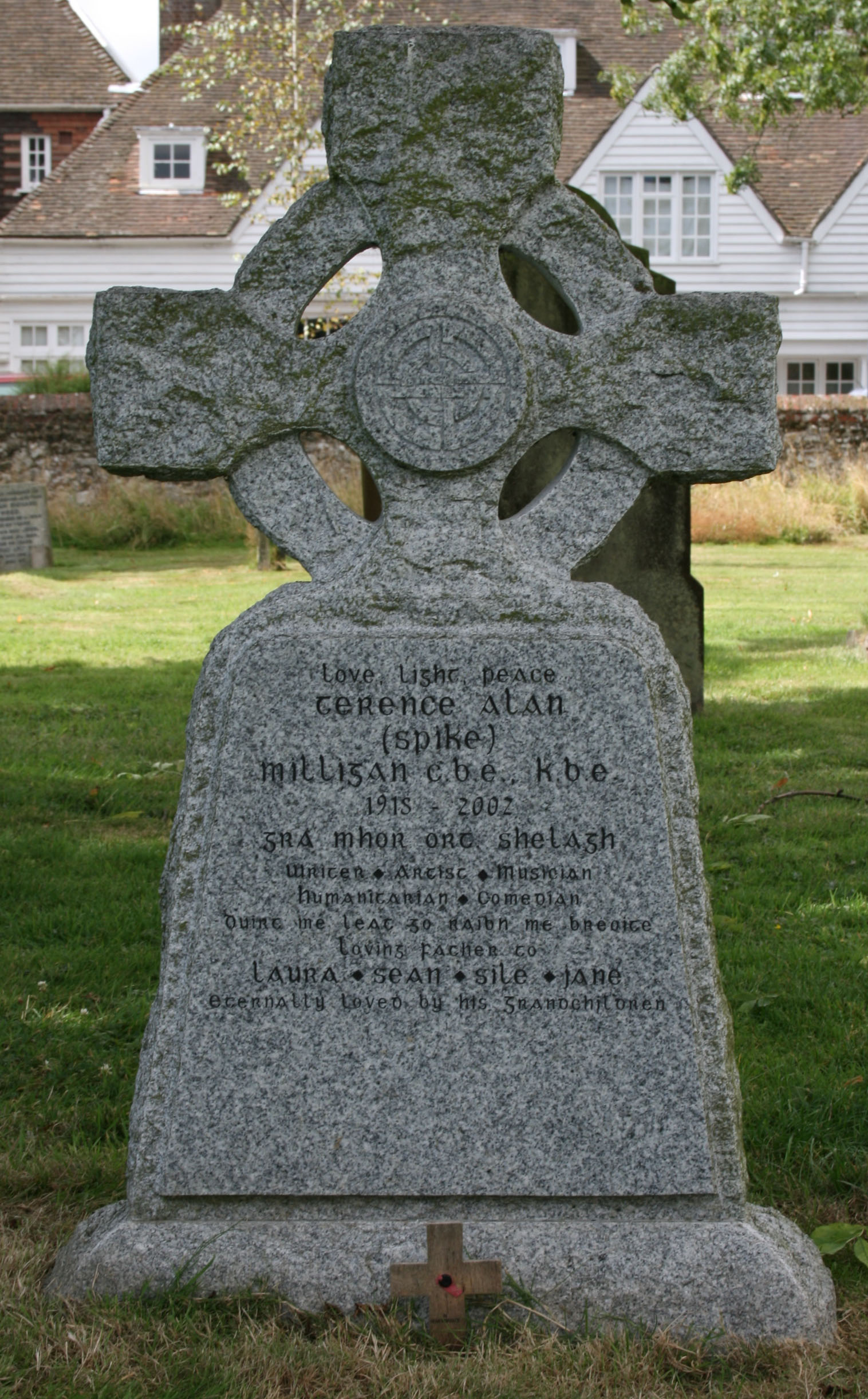
2008年に撮影された、聖トーマス教会（ウィンチェルシー）にあるミリガンの墓石。現在では最後の妻シェラーの生没年と墓碑銘が加えられている。エピタフにはアイルランド語で "Dúirt mé leat go raibh mé breoite" と刻まれている

晩年になっても、ミリガンのブラックユーモアは健在だった。グーンズのメンバー、ハリー・シーカムが癌で死去した後、彼は「彼が自分より先に死んでくれて良かったよ、あいつに自分の葬式で歌ってはほしくなかったからね」（英: "I'm glad he died before me, because I didn't want him to sing at my funeral."）との言葉を残している。ミリガンの追悼会ではシーカムの歌の録音が流された。1990年には自分で自分の故人略伝を書き、その中では何度も「[彼は]グーン・ショーを書いて死んだ」（英: he "wrote the Goon Show and died"）と繰り返している。
ミリガンは2002年2月27日に、イースト・サセックス、ライの自宅で亡くなった。死因は腎不全で、83歳没。3月8日に行われた葬儀で、亡骸が収められた棺はイースト・サセックスのウィンチェルシーにある聖トーマス教会まで運ばれ、アイルランド旗の上へ置かれた。彼は以前、自分が死んだ際には墓石に "I told you I was ill."（意味：病気だって言っただろ）と刻んでほしいと冗談を言っていた。ミリガンは聖トーマス教会の附属墓地に埋葬されたが、チチェスター教区はミリガンの望んだエピタフを拒否した。妥協案として、エピタフにはアイルランド語訳の "Dúirt mé leat go raibh mé breoite" が選ばれ、更に英語で "Love, light, peace"（意味：愛、光、平和）と書き加えられた。また、同じくアイルランド語で、「シェラーに大きな愛を」との意味になる "Grá mór ort Shelagh" とのエピタフも書き込まれた。
2011年に出版された本 "Rye and Battle Observer" に収められた手紙では、ミリガンの墓石はウィンチェルシーの聖トーマス教会から移動され、妻シェラーの墓の脇に移されたと書かれている。

## 功績を讃えて

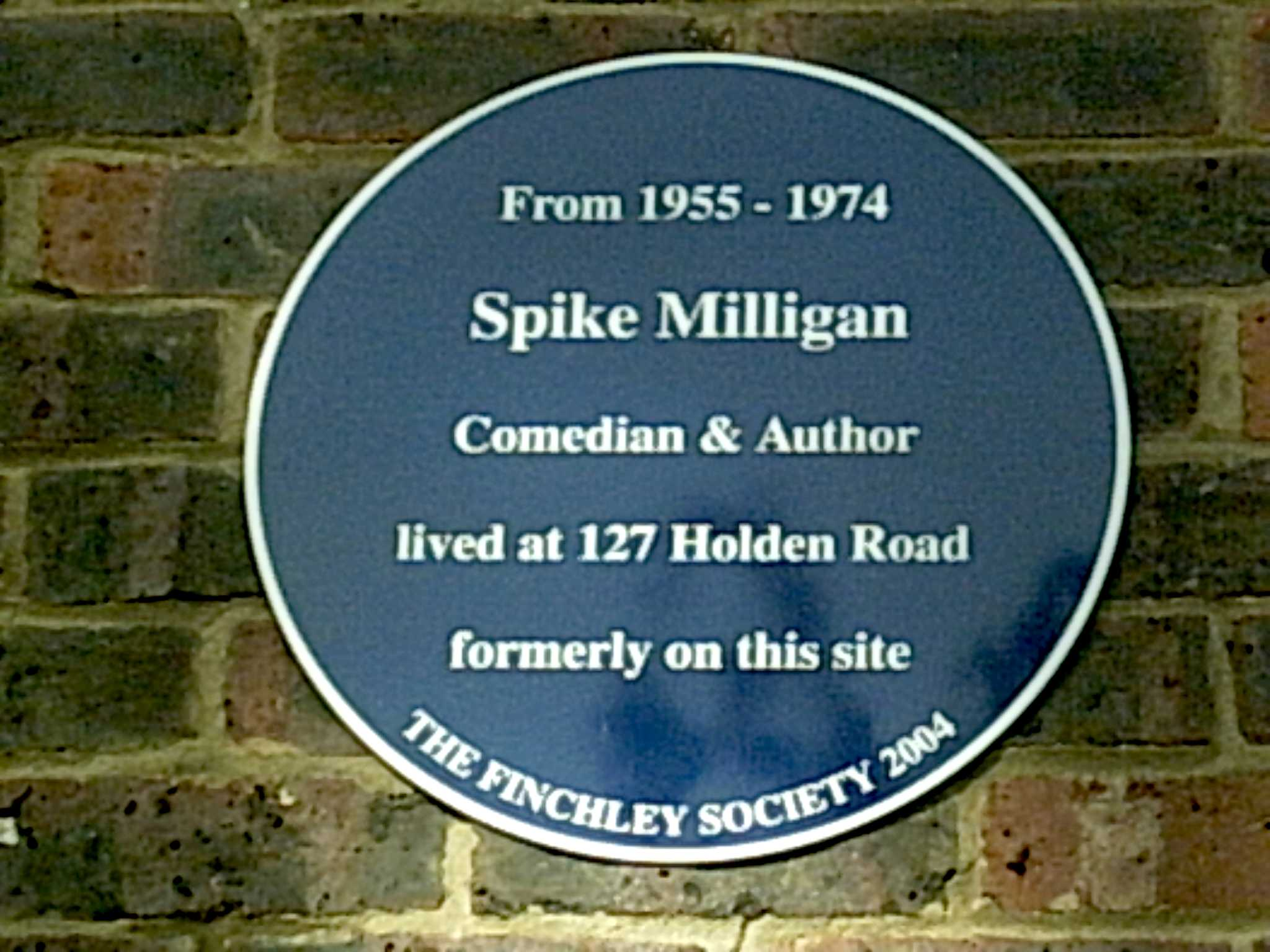
ホールデン・ロードにあるブルー・プラーク

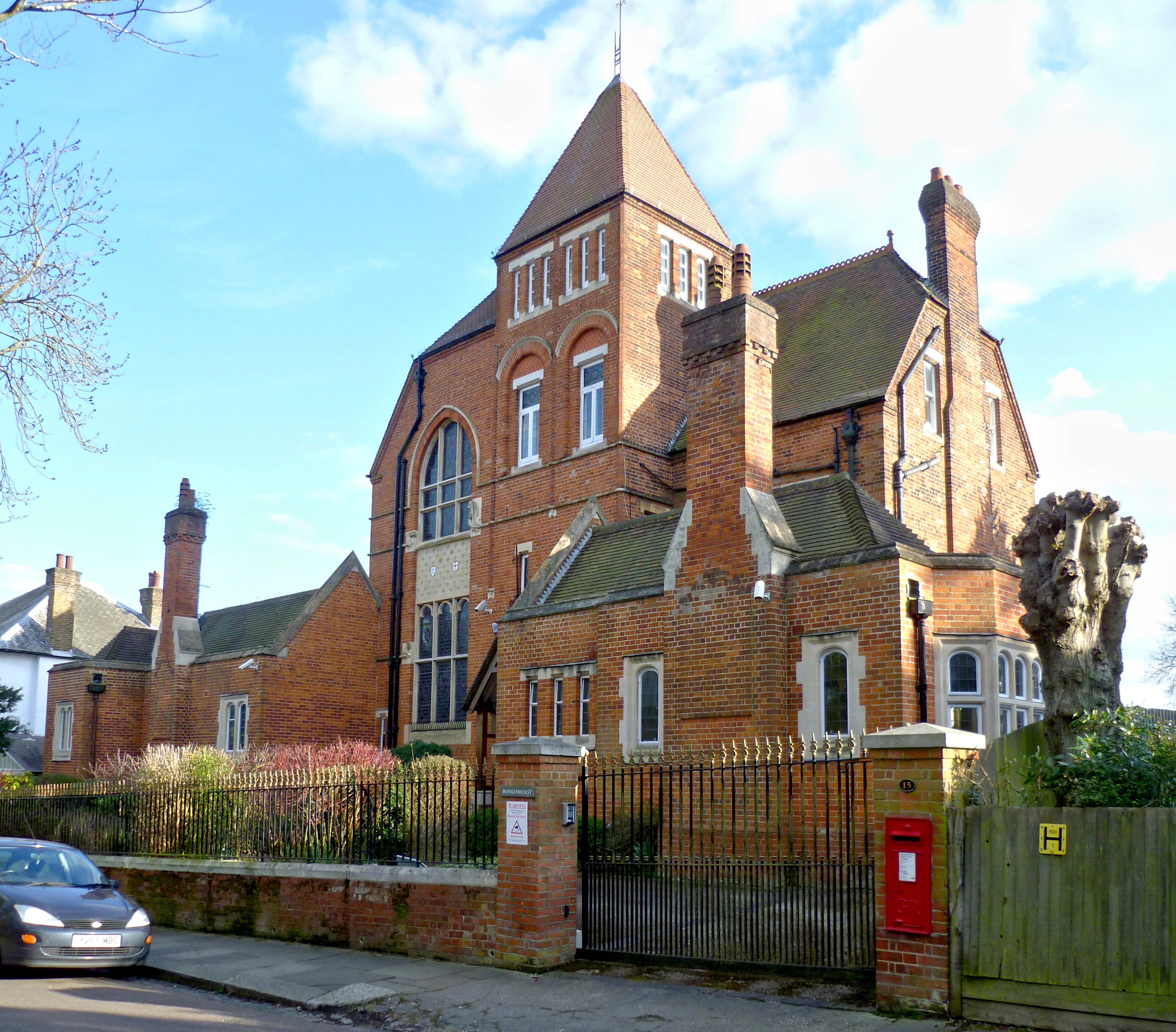
ミリガンが1974年まで住んでいた、ハドリー、モンケンハースト（Monkenhurst, Hadley）

1960年代から、ミリガンはロバート・グレーヴスと日常的に文通を行っていた。ミリガンからグレーヴスに宛てた手紙には、いつも西洋古典学に関する質問が書かれていた。これらの手紙はグレーヴスの遺産となり、オックスフォード大学のセント・ジョンズ・カレッジに寄贈されている。
ショーン・ヒューズ主演で映画化されたミリガンの小説 "Puckoon" (en) は、ミリガンの死後公開された。この作品には娘で女優のジェーン・ミリガンも出演している。
ミリガンはバーネット区フィンチリー、ウッドサイド・パークのホールデン・ロード（英: The Holden Road）に数年間住んでいた。また、フィンチリー・ソサエティの創設者・強力な支援者でもあった。ウッドサイド・パークにあった元の家は取り壊されてしまったが、このフラットがあった場所にブルー・プラークが設置されている。
バーバラ・ウォレン（英: Barbara Warren）に率いられたフィンチリー・ソサエティは、10年以上「スパイク・ミリガン像基金」と名付けた基金の資金集めをしていた。この基金は、地元の彫刻家ジョン・サマーヴィルの手でミリガンのブロンズ像を造り、イースト・エンド・ロードにあるアベニュー・ハウスの土地に像を立てることを目標にしていた。ミリガンがベンチに腰掛ける像は2014年9月4日に、地元の名士や芸能人が出席したセレモニーでお披露目された。このセレモニーには、ロイ・ハッド、マイケル・パーキンソン、モーリーン・リップマン、テリー・ギリアム、キャシー・レット、デニス・ノーデン、リンジー・ディ・ポールなどが出席した。
彼が育ったルイシャム区でも、像を立てようというキャンペーンが行われた。1930年代にインドから英国にやってきたミリガンは、ブロックリー、50リゼルディン・ロード（英: 50 Riseldine Road, Brockley）に住み、ブラウンヒル男子学校（英: Brownhill Boys' School）に通ったためである。この学校は後にキャットフォード男子学校（英: Catford Boys' School）と名前を変え、1994年に取り壊された。
ニュージーランド・ウェリントンにあるウェイズタウン図書館には、プラークとベンチがあり、一角に「スパイク・ミリガン・コーナー」（英: "Spike Milligan Corner"）と名前が付けられている。
2005年に、コメディアンやその関係者によって行われた「コメディアンの中のコメディアン」を決める投票では、ミリガンはトップ50に選ばれた。また1999年8月にBBCが行った投票では、ミリガンは「この1,000年で1番面白い人物」（英: The "funniest person of the last 1,000 years"）に選ばれている。
ミリガンの人生は2度映画化されている。1度目は彼の戦争回想記 "Adolf Hitler: My Part in His Downfall" を映画化したもので、ミリガン役はジム・デイル、ミリガン自身は彼の父親を演じた。また2004年の映画『ライフ・イズ・コメディ! ピーター・セラーズの愛し方』では、エドワード・チューダー＝ポールがミリガンを演じた。2008年の舞台作品 "Surviving Spike" では、マイケル・バリモアがミリガン役を務めた。
2006年6月9日には、リチャード・ワイズマンが、ミリガンは世界で一番笑えるジョークの作者だと認めたことが報じられた。この『世界で1番笑えるジョーク』とは、ラフラボ・プロジェクト（英: The Laughlab project）が選定したものである。ワイズマンは、ジョークの原型は『ザ・グーン・ショー』期にあると考えられ、このジョークには良いギャグになるための3要素である、「不安、優越感、驚きの要素」が全て含まれていると語った。
エディー・イザードは、ミリガンを「型にはまらないコメディの育成者」（英: "The Godfather of Alternative Comedy"）と表現した。彼の解放された精神からアイデアは現れ、もはや境界線なんて無い。彼は、『型にはまらない』とされている、新時代のコメディアンに影響を与えた」と語っている。
モンティ・パイソンのメンバーも大いに彼を評価している。あるインタビューでジョン・クリーズは、「ミリガンは僕ら全員にとって偉大なる神だ」（英: "Milligan is the Great God to all of us"）と発言し、この言葉は当時広く引用された。パイソンズによる1979年の映画『ライフ・オブ・ブライアン』には、丁度チュニジアに休暇で訪れていたミリガンがカメオ出演をしている。この時ミリガンは自分が大戦期に訪れたチュニジアを再訪していた。またグレアム・チャップマンは『チーチ&チョン/イエローパイレーツ』でミリガンに小さな役を与えている。
ミリガンの両親は退職後、ミリガンの弟デズモンドを連れてオーストラリアへ移住した。ミリガンの母は、シドニーの北側、ニューサウスウェールズ州セントラル・コーストにある浜辺の村、ウォイウォイで余生を過ごした。このためミリガンはオーストラリアを度々訪れるようになり、ボビー・リムの "The Idiot Weekly" (en) など、オーストラリアのラジオ・テレビ番組へ多数出演することになった。またウォイウォイにある母の家を訪問している間に、映画化もされた "Puckoon" などいくつかの本を書き上げている。1960年代にウォイウォイを訪れたミリガンは、この町を「共同墓地の中で世界一大きい」町（英: The town "the largest above ground cemetery in the world"）と表現している。
ミリガンの母は、息子が英国市民権を持てなかったことへの抗議も込め、1985年にオーストラリア国籍を取得し、これによりミリガンがオーストラリア市民権を獲得したと考えられる、と報道された。ウォイウォイからゴスフォードへ向かう吊り橋には、ミリガンにあやかって「スパイク・ミリガン橋」（英: The Spike Milligan Bridge）との名前が付けられたほか、ウォイウォイ公共図書館（英: The Woy Woy Public Library）の会議室にも彼の名前が付けられている。

## 出演作品

### ラジオ・コメディ・ショー
- 『ザ・グーン・ショー』The Goon Show（1951年 - 1960年）
- The Idiot Weekly (en) （1958年 - 1962年）
- The Omar Khayyam Show (en) （1963年 - 1964年）
- Milligna (or Your Favourite Spike) (en) （1972年）- タイトルは "The Last Goon Show of All" (en) でのミリガンの自己紹介、"Spike Milligna, the well-known typing error"（意味：「スパイク・ミリグナ[注 33]、よくあるタイプミスです」）から取られたもの。
- The Milligan Papers (en) （1987年）
- Flywheel, Shyster, and Flywheel (en) （1990年）

### その他のラジオ番組
ミリガンは幼少期インドで過ごした経験を、1970年代のBBCのオーディオ歴史シリーズ "Plain Tales From The Raj" で語っている。このシリーズは賞賛を受け、1975年にアンドレ・ドイチュ作、チャールズ・アレン編集で出版されている。

### テレビ・コメディ・ショー
- The Idiot Weekly, Price 2d (en) （1956年）
- A Show Called Fred (en) （1956年）
- Son of Fred (en) （1956年）
- The World of Beachcomber (en) （1968年 - 1969年）
- 『Q...』シリーズ：Q5, Q6, Q7, Q8, Q9, There's a Lot of It About（1969年 - 1982年）
- Curry & Chips (en) （1969年）
- Oh In Colour (en) （1970年）

### その他テレビ出演
- Six-Five Special (en)  - 初放送は1957年8月31日。ミリガンは発明家のミスター・ピムを演じたほか、スケッチでは肉屋を演じた。
- The Marty Feldman Comedy Machine (en)  - マーティ・フェルドマンによる番組で、ミリガンは共筆を行ったほか、いくつかのスケッチでは俳優も務めた。
- This Is Your Life (en)  - テレビドキュメンタリー番組。ミリガンはグーンズのメンバーであるピーター・セラーズ、マイケル・ベンティン（英語版）らと1973年4月11日の回に出演。もう1人のグーンズハリー・シーカム（英語版）と、ミリガンの親友ロバート・グレーヴスはテレビ録画を通じてコメントを寄せた。
- The Melting Pot - 1975年に、ミリガンとニール・シャンド（英語版）の共筆で作られたBBCのシットコム。ミリガンは共同主演も務めた。キャラクターは不法移民やアイルランド人地主、中国人コックニー、スコットランド-アラブ人など、人種のステレオタイプのようなものだった。ミリガン自身は「パキスタン人の不法移民」ヴァン・ゴッホ氏（英: Mr Van Gogh）に扮した[73]。パイロット版の試写後、シリーズは放送には侮辱的すぎると判断された。5話分が放送されずに残っている。いくつかのキャラクター・シチュエーションは、ミリガンの小説 "The Looney" で再利用されている。
- Tiswas (en)  – 1981年版
- Kenny Everett's Christmas Show（1985年）- ピーター・クック（英語版）とゲスト出演。
- In Sickness and in Health (en) （1987年）- 愚痴ばかりのよそ者役
- The Ratties (en) （1987年）- ナレーター。マイク・ウォリスと、ミリガンの娘ローラ・ミリガンによって書かれた子供向けアニメシリーズ。
- The Phantom Raspberry Blower of Old London Town (en)  - 1970年代のシリーズ "The Two Ronnies" (en) の作品として放送。
- 『マペット・ショー』 - 1979年1月18日のスペシャル・ゲスト
- Takin' Over the Asylum (en) （1994年）- 第3話にゲスト出演。BBCスコットランド制作のドラマシリーズで、BAFTA賞などを獲得した。
- This Is Your Life - 1995年2月に2度目の出演。マイケル・アスペル（英語版）に不意打ち出演させられた。
- Wolves, Witches and Giants (en) （1995年）- ナレーションを担当。同名の本を元にした子供向けテレビアニメシリーズ。作品は『赤ずきん』や『シンデレラ』などの昔話を、少しひねりを加えて再構成したものである。番組は1995年のロイヤル・テレビジョン・ソサエティ賞最優秀子供向けエンターテインメント賞[注 34]を受賞したほか、1997年には同じ賞に再ノミネートされた。
- Room 101 (en) （1999年）- 第4シリーズ第3話にゲスト出演

### 劇場
- 『宝島』Treasure Island（1961年、1973年 – 1975年）
- The Bed-Sitting Room (en) （1963年、1967年）- ミリガンとジョン・アントロバス（英語版）の共筆
- 『オブローモフ』Oblomov（1964年 - 1965年）- 開演はハマースミスのリリック・シアター（英語版）。作品はイワン・ゴンチャロフによる同名のロシア小説を原作にしており、ミリガンはタイトル・ロールをほぼベッドの上のみで演じることになった。与えられた脚本とは異なり、初夜にはほぼ即興芝居で役を演じ、千秋楽、そしてツアー "Son of Oblomov" まで即興芝居を演じ続けた。ショーの公演はウエスト・エンドのコメディ・シアターで1965年にも行われた。
- Badjelly's Bad Christmas - ミリガンの作品やキャラクターを用いて制作・公演された戯曲で、チキンシェド・シアター・カンパニー（英語版）が上演した[74]。

### 映画
- Let's Go Crazy (en) （1951年）- グーンズの短編映画。ミリガンはエクルズ (Eccles) とウェイターの役を演じ、ピーター・セラーズやワラス・イートン（英語版）と共演した[75]。
- Penny Points to Paradise (en) （1951年） - ドネリー役で出演し、後にグーンズに加わったアルフレッド・マークス（英: Alfred Marks）やビル・カー（英: Bill Kerr）と共演した[76]。
- Down Among the Z Men (en) （1952年）- 全グーンズが出演した極秘エージェントもののコメディ・白黒映画で、ミリガンはエクルズを演じた。グーンズとしては、初期のメンバーだったマイケル・ベンティンと、オリジナル版で司会を務めたアナウンサーのアンドリュー・ティモシー（英語版）が出演している。
- A Kid for Two Farthings (en) （1955年）- グレーの髭を生やしたインディアン役（クレジット無し）[77]
- The Case of the Mukkinese Battle Horn (en) （1956年）- グーンズ作品のようなコメディ映画。"Mukkinese" とは「わいせつな膝」("mucky knees") との意味。
- 『とんだりはねたりとまったり（英語版）』The Running Jumping & Standing Still Film（1960年）[78] - サイレントコメディで、リチャード・レスターのデビュー作品。
- Watch Your Stern (en) （1960年）- 初の民間人電気技師、ランジド（英: Ranjid）役[79]。
- Invasion Quartet (Invasion Quartet) （1961年）- 特殊部隊のリーダー役で、ビル・トラヴァース（英語版）やジョン・ラ・メザラー（英語版）と共演した[80]。
- What a Whopper (en) （1961年）- 放浪者役。主演はアダム・フェイス（英語版）。
- Postman's Knock (en) （1962年）- 田舎の郵便配達人ハロルド・ペッツ（英: Harold Petts）役
- 『不思議な世界・未来戦争の恐怖（英語版）』The Bed-Sitting Room（1969年）- 別邦題『リチャード・レスターの不思議な世界』[81]。ピーター・クック（英語版）、ダドリー・ムーア、アーサー・ロウ（英語版）などが出演した終末ものコメディ。脚本はミリガンとアントロバスが書いた戯曲を元に、ジョン・アントロバス（英語版）が執筆した。ミリガンは郵便配達人のメイト（英: Mate）として小さな役で出演している。
- 『マジック・クリスチャン』The Magic Christian（1969年）- チケットを食べる駐車監視員
- Cucumber Castle (en) （1970年）- 宮廷道化師
- The Ruling Class (en) （1972年）- ピーター・オトゥール主演のブラック・コメディ。オープニング・タイトルに交通警察官としてカメオ出演。
- The Adventures of Barry McKenzie (en) （1972年）- ブルース・ベレスフォード監督、バリー・クロッカー（英語版）、バリー・ハンフリーズが主演したオーストラリア映画。みすぼらしいアールズ・コート・ホテル（英: Earls Court hotel）の狡猾な地主役を演じた。
- 『不思議の国のアリス』Alice's Adventures in Wonderland（1972年）- グリフォン役
- 『われヒトラーとかく戦えり（英語版）』Adolf Hitler: My Part in His Downfall（1972年）[64] - ミリガンの書いた最初の伝記（戦争回想記）を映画化したもの。若き日のミリガンはジム・デイル（英語版）が演じた。
- 『むく犬ディグビー』Digby, the Biggest Dog in the World（1973年）- 子供向けコメディ
- 『三銃士』The Three Musketeers（1973年）- 監督はリチャード・レスター。ラクエル・ウェルチ演じるマダム・ボナシュウの夫、ボナシュウを演じた。
- Man About the House (en) （1974年）- 同名の人気テレビシリーズを映画化したもの。テムズ・テレビジョンスタジオでのフィナーレで本人役を演じた。
- The Great McGonagall (en) （1974年）- ウィリアム・マクゴナガルを元にした、才能の無いスコットランド人詩人が桂冠詩人になるまでの話で、ピーター・セラーズがヴィクトリア女王役を演じた。
- 『ピーター・セラーズのおとぼけパイレーツ（英語版）』Ghost in the Noonday Sun（1974年）[82] - ビル・ボンベイ
- 『小さな漂流者』LOST IN THE WILD（1976年）[83]
- Dot and the Kangaroo (en) （1977年）- オーストラリアのアニメ映画、カモノハシの声を担当
- The Last Remake of Beau Geste (en) （1977年）- ジェステ家のよぼよぼの家臣クランペットを演じ、マーティ・フェルドマンと共演。
- 『バスカヴィル家の犬（英語版）』The Hound of the Baskervilles（1978年）- シャーロック・ホームズシリーズの同名長編を映画化したもの。ミリガンはワトスン医師とステープルトンが荒原に初めてやって来た際に声を掛ける警察官役で登場する。
- 『ライフ・オブ・ブライアン』Monty Python's Life of Brian（1979年）- 彼の会衆から見捨てられる「預言者」。
- 『メル・ブルックス/珍説世界史PARTI』History of the World, Part I（1981年）- フランス革命のムッシュ・ランボー役
- 『チーチ&チョン/イエローパイレーツ（英語版）』Yellowbeard（1983年）- スパイの化けの皮を偶然剥いでしまう王室の伝令小姓。
- When the Sun Goes In（1999年）- 日食に向けて作られた映画で、本人役で登場。

## 本

### グーン・ショー
- The Goon Show Scripts (1972年)
- More Goon Show Scripts (1973年)
- The Book of the Goons (1974年)
- The Goon Cartoons (1982年、挿絵はピーター・クラーク[注 35])
- More Goon Cartoons (1983年、挿絵はピーター・クラーク)
- The Lost Goon Shows (1987年)

### 小説
- Puckoon (en)  (1963年)
- The Looney: An Irish Fantasy (en)  (1987年)
- The Murphy (2000年)

### ウィリアム・マクゴナガル
全てジャック・ホッブス（英: Jack Hobbs）と共作。ウィリアム・マクゴナガルはスコットランド出身の実在の詩人である。
- Great McGonagall Scrapbook (1975年)
- William McGonagall: The Truth at Last (1976年)
- William McGonagall Meets George Gershwin: A Scottish Fantasy (1988年)
- William McGonagall: Freefall (1992年)

### "According to" シリーズ
タイトルには全て "According to Spike Milligan" との但し書きが付く。これは「スパイク・ミリガンによる」との意味で翻案を示している。これらは "According to" シリーズとしてまとめられている (According to Spike Milligan) 。
- The Bible—the Old Testament According to Spike Milligan（1993年、意味：「スパイク・ミリガンによる聖書」）
- Lady Chatterley's Lover According to Spike Milligan（1994年、意味：「スパイク・ミリガンによるチャタレイ夫人の恋人」）
- Wuthering Heights According to Spike Milligan（1994年、意味：「スパイク・ミリガンによる嵐が丘」）
- D. H. Lawrence's John Thomas and Lady Jane: According to Spike Milligan—Part II of "Lady Chatterley's Lover"（1995年、"John Thomas and Lady Jane" は『チャタレイ夫人の恋人』を書いたD・H・ロレンスの小説）
- Black Beauty According to Spike Milligan（1996年、意味：「スパイク・ミリガンによる黒馬物語」）
- Frankenstein According to Spike Milligan（1997年、意味：「スパイク・ミリガンによるフランケンシュタイン」）
- Robin Hood According to Spike Milligan（1998年、意味：「スパイク・ミリガンによるロビン・フッド」）
- The Hound of the Baskervilles According to Spike Milligan（1998年、意味：「スパイク・ミリガンによるバスカヴィル家の犬」）
- Treasure Island According to Spike Milligan（2000年、意味：「スパイク・ミリガンによる宝島」）
- Classic Adventures: According to Spike Milligan (2002)

### 脚本
- The Bed-Sitting Room (en) （1970年、ジョン・アントロバス（英語版）と共筆）
- The Q Annual (1979年)
- Get in the Q Annual (1980年)
- There's a Lot of it About! (1983年)
- The Melting Pot (1983年)

### 子ども向けの本
- Bald Twit Lion  (1968年)
- Badjelly the Witch (en)  (1973年)
- Dip the Puppy (1974年)
- Sir Nobonk and the Terrible Dreadful Awful Naughty Nasty Dragon (en)  (1982年)
- A Children's Treasury of Milligan: Classic Stories and Poems (1999年)
- The Magical World of Milligan (2009年)
- Spike's Bike Book for Parents of Little Kids（1985年、Traffic Authority NSWから出版）
- Spike Milligan SPIKE'S BIKE BOOK FOR MEDIUM KIDS（1985年、Traffic Authority NSWから出版）
- Spike's Bike Book For Big Kids（1985年、Traffic Authority NSWから出版）

### 回想録
戦争回想録
戦時期の経験（と復員後の平穏）を回想録にしたもので、全7巻。ミリガン自身が独特の語り口で吹き込んだオーディオ・ブックバージョンもある。
1. Adolf Hitler: My Part in His Downfall (en) （1971年）
2. "Rommel?" "Gunner Who?" (en) （1974年）
3. Monty: His Part in My Victory (en) （1976年）- ここまでの3冊は3部作として発行されている。
4. Mussolini: His Part in My Downfall (en) （1978年）- この作品は「ますます名前を間違った」3部作（英: his "increasingly misnamed" trilogy）の4作目として発表された。
5. Where Have All the Bullets Gone?（1985年）
6. Goodbye Soldier (en) （1986年）
7. Peace Work（1992年）

その他の作品
- It Ends with Magic: A Milligan family History  (1990年)
- Spike Milligan: The Family Album: An Illustrated Autobiography (1999年)
- Milligan's Meaning of Life: An Autobiography of Sorts (2011年)

### ノンフィクション
- The Spike Milligan Letters (1977年)
- More Spike Milligan Letters (1984年)
- Dear Robert, Dear Spike: The Graves – Milligan Correspondence （1991年、ロバート・グレーヴスと共筆）
- Depression and How to Survive It（1993年、アンソニー・クレア（英: Anthony Clare）と共筆）

### 文学集
- A Dustbin of Milligan (1961年)
- The Little Pot Boiler: A Book Based Freely On His Seasonal Overdraft (1963年)
- Book of Bits or a Bit of a Book (1965年)
- Bedside Milligan (1969年)
- Indefinite Articles and Scunthorpe (1981年)
- A Potboiling Dustbin Full of Bits (1984年)
- Scunthorpe Revisited: With Added Milligan Articles and Instant Relatives (1989年)
- A Mad Medley of Milligan  (1999年)
- The Essential Spike Milligan (2002年)
- The Compulsive Spike Milligan (2004年)
- Box 18: The Unpublished Spike Milligan (2006年)

### コレクション（詩集など）
- Silly Verse for Kids (1959年)
- A Book of Milliganimals (en)  (1968年)
- Values（1969年、詩集）
- Milligan's Ark (1971年)
- Small Dreams of a Scorpion（1972年、詩集）
- Transports of Delight (1974年)
- Milligan Book of Records (1975年)
- Poems (1977年)
- Goblins（1978年、詩集）
- Open Heart University（1979年、詩集）
- Twelve Poems That Made December Colder (1979年)
- Unspun Socks from a Chicken's Laundry（1981年、詩集）
- Chill Air（1981年、詩集）
- One Hundred and One Best and Only Limericks of Spike Milligan (1982年)
- Silly Verse for Kids and Animals (1984年)
- Floored Masterpieces with Worse Verse（1985年、トレーシー・ボイド（英: Tracey Boyd）と共筆）
- Further Transports of Delight (1985年)
- The Mirror Running（1987年、詩集）
- Startling Verse for All the Family (1987年)
- That's Amazing (1988年)
- Condensed Animals (1991年)
- Hidden Words: Collected Poems (1993年)
- Fleas, Knees and Hidden Elephants（1994年、詩集）

## レコーディング
『ザ・グーン・ショー』関係の録音は未記載。
- Milligan Preserved (1961年)[84]
- Bridge on the River Wye (en)  (1962年)
- Best of Milligan's Wake (1964年)
- How to Win an Election (1964年)
- Muses With Spike Milligan (1965年)
- The World of Beachcomber (1968年)
- A Record Load of Rubbish (1971年)
- Badjelly The Witch (A Musical Tale) and Other Goodies (1974年)
- He's Innocent of Watergate (1974年)
- Spike Milligan with Jeremy Taylor: An Adult Entertainment Live at Cambridge University (1974年)
- Spike Milligan and Ed Welch Sing Songs From Q8 (1978年)
- Puckoon (1980年)
- Adolf Hitler – My Part in His Downfall (1981年)
- Spike Milligan: Wolves, Witches & Giants (1982年)
- Unspun Socks From a Chicken's Laundry (1982年)
- Where Have All the Bullets Gone? (1989年)
- Peace Work (1995年)
- Rommel? Gunner Who? (1997年)
- Mussolini: His Part in My Downfall (1997年)
- Spike Milligan: The Parkinson Interviews (2002年)